# إمري زيف
إمري زيف (بالإنجليزية: Imri Ziv)‏ هو مغني إسرائيلي ولد في 12 سبتمبر 1991 في مدينة هود هشارون لعائلة من اليهود الأشكناز.

## وصلات خارجية
- إمري زيف على موقع IMDb (الإنجليزية)
- إمري زيف على موقع ميوزك برينز (الإنجليزية)
- إمري زيف على موقع ديسكوغز (الإنجليزية)